# 西寨乡 (大荔县)
西寨乡是中国陕西省渭南市大荔县下辖的一个乡。

## 行政区划
西寨乡下辖以下行政区：
西寨村、马坊村、兴旺村、梁元村、周堡村、耿元村、田元村、晨光村、秦家村、高洼村、东池村、西池村